# Dendrolimus suffuscus
Dendrolimus suffuscus is een vlinder uit de familie van de spinners (Lasiocampidae). De wetenschappelijke naam van de soort is voor het eerst geldig gepubliceerd in 1973 door De Lajonquière.